# Ablepharus
Ablepharus é um gênero de lagartos da família Scincidae.

## Espécies
- Ablepharus bivittatus
- Ablepharus budaki
- Ablepharus chernovi
- Ablepharus darvazi
- Ablepharus deserti
- Ablepharus grayanus
- Ablepharus kitaibelii
- Ablepharus pannonicus
- Ablepharus rueppellii